# Albert Cossery
Albert Cossery (Caïro, 3 november 1913 - Parijs, 22 juni 2008) was een Frans auteur van Egyptische nationaliteit, die naar Frankrijk was uitgeweken.

## Levensloop
Cossery werd geboren in een familie van kleine burgerij, afkomstig uit Damietta. Zijn vader was Grieks-orthodox, afkomstig uit het dorp El Quseir, dicht bij Homs, in Syrië. Hij had de familienaam vereenvoudigd tot Cossery.
Hij liep school in het college van de Frères de la Salle in Daher, en in 1926, in het Lycée français van Bab al-Louq. Vanaf de leeftijd van 10 jaar begon hij romans en gedichten te schrijven.
Vanaf 1938, nam hij in Caïro deel aan de activiteiten van Art et liberté, ontstaan onder impuls van Georges Henein, een groepje van surrealistische strekking en die zich kantte tegen de veroordeling van de hedendaagse kunst door de nazi's.
Naar aanleiding van een reis in de Verenigde Staten maakte hij kennis met Henry Miller die hem hielp om in 1940 zijn eerste boek te publiceren, Les Hommes oubliés de Dieu, een verzameling van verhalen die hij vanaf 1936 in Caïro in tijdschriften had gepubliceerd.
Van 1939 tot 1945 werkte hij als steward op een schip van de Egyptische koopvaardij. In 1945 ging hij in Parijs wonen. Hij nam er zijn intrek op een kamertje van het Hotel La Louisiane in de Rue de Seine, Saint-Germain-des-Prés en hij bleef daar vijfenzestig jaar wonen, tot aan zijn dood. Hij dompelde zich onder in het nachtleven van Saint-Germain-des-Prés, en knoopte er kennis of vriendschap aan met onder meer Albert Camus, Jean Genet, Juliette Gréco, Lawrence Durrell, Giacometti, Boris Vian en Mouloudji.
Hij was enkele jaren voor zijn dood geopereerd van kanker aan de keel, die zijn stembanden ongeveer lam hadden gemaakt, zodat hij zich nog moeilijk kon uitdrukken en meestal iets op papier schreef. Toen hij in zijn hotelkamer overleed, was hij 94. Weinige dagen voordien deed hij nog zijn dagelijkse wandeling naar de Café de Flore en de Deux Magots. Hij werd begraven op het kerkhof van Montparnasse.

## Werk
Bijna alle romans van Cossery spelen zich af in Egypte of in een Arabisch land.
Ze verhalen, met ironie en cynisme, over het contrast tussen armen en rijken, tussen machthebbers en machtelozen. De hoofdrol in zijn geestige maar dramatische romans gaat veelal naar dieven of andere marginale personages die de orde van de samenleving ondermijnen.
Door zijn werk wordt Albert Cossery als een "anarchist" of ten minste als een vrijdenkend schrijver gezien (De Voltaire aan de Nijl). Hij wil zijn zicht op de wereld delen in een humoristische en uitdagende schrijfstijl, die hand in hand gaat met kritiek op de samenleving. Zijn werken staan symbool voor vrijheid van denken, de afkeer tegen massaconsumptie en materialisme, het misbruik van gezag en het onrecht van de welvaart tegenover de armen.
Behalve schrijven (8 romans en verhalenbundels op 60 jaar tijd, met nog wat bijkomende klusjes) heeft Cossery nooit veel gewerkt. Hij schreef twee zinnen per week verklaarde hij. Luiheid en onthechting van materiële zaken waren voor hem te cultiveren deugden. Hij beoefende ze als een levenskunst.
Twee van zijn romans (Les Couleurs de l'infamie en Mendiants et orgueilleux) werden verwerkt tot stripverhaal door de tekenaar Golo. Mendiants et orgueilleux is tweemaal en La Violence et la Dérision eenmaal verfilmd.

## Ander werk

### Filmscenario's
- Ce sacré grand-père, film van Jacques Poitrenaud, 1968
- Les Guichets du Louvre, film van Michel Mitrani, 1974

### Films gebaseerd op werken van Cossery
- Jacques Poitrenaud : Mendiants et Orgueilleux, 1971
- Nikos Panayotopoulos : I tembelides tis eforis kiladas (Les Fainéants de la vallée fertile), 1978
- Samy Pavel : La Maison de la mémoire, 1983
- Asmaa El-Bakry : Mendiants et orgueilleux, 1991
- Asmaa El-Bakry : La violence et la dérision, 2004

### Voorwoorden door Cossery
- Nikolai Vasil'evitch Gogol, Les Aventures de Tchitchikov ou les Âmes mortes (1959)
- Galerie Lahumière, Exposition Gérard Tisserand, Les Noces de Bagnolet (1964)
- L’Egypte de Cossery, foto's door Sophie Leys, voorwoord en teksten door Cossery, 1970, (heruitgave ed. Joëlle Losfeld, 2001)

### Theater
- Jean-Jacques Silvio Brugevin : Une comédie... "Les Fainéants dans la vallée fertile : petit divertissement en 14 scènes", in Les Cahiers de Chabramant, no 3-4, zomer 1986
- Bewerking voor toneel van "Les Affamés ne rêvent que de pain", uit 'Des Hommes oubliés de Dieu', coproductie Égypte/Zwitserland (Pro Helvetia), 2001

## Eerbetoon
- 1965: Prix de la Société des Gens de lettres
- 1990: Grand prix de la Francophonie de l'Académie française
- 1995: Grand prix littéraire de la ville d'Antibes
- 1995: Officier de l'Ordre des arts et des lettres
- 2000: Prix Méditerranée
- 2005: Grand prix Poncetton de la Société des gens de lettres